# Marta Wieliczko
Marta Wieliczko (Gdańsk, 1 de outubro de 1994) é uma remadora polonesa, medalhista olímpica.

## Carreira
Wieliczko conquistou a medalha de prata nos Jogos Olímpicos de Verão de 2020 em Tóquio com a equipe da Polônia no skiff quádruplo feminino, ao lado de Agnieszka Kobus, Maria Sajdak e Katarzyna Zillmann, com o tempo de 6:11.36.